# Ancylodes
Ancylodes é um gênero de mariposa pertencente à família Crambidae.